# Madras (Oregon)
Madras è una cittadina di 6 000 abitanti, capoluogo della contea di Jefferson, nello Stato dell'Oregon (USA).